# Hugs
Hugs (Haskell User's Gofer System) es un intérprete bytecode para el lenguaje funcional Haskell. Ofrece compilación rápida y una velocidad de ejecución aceptable. Además, se obtiene con una biblioteca gráfica simple. Hugs es una buena herramienta para toda aquel que está aprendiendo las bases de Haskell, lo cual no implica que sea una "implementación de juguete". Es la más portable y ligera de todas las implementaciones de Haskell.
Hugs es un programa de código abierto que dispone de versiones para los sistemas operativos más difundidos tales como Linux, BSD, Microsoft Windows o Mac OS X.